# Muriel Frances Dana
Muriel Frances Dana conosciuta anche come Muriel Dana (Clinton, 14 ottobre 1916 – Thousand Oaks, 25 agosto 1997) è stata un'attrice statunitense, attiva come attrice bambina dal 1921 al 1926 (dai 5 ai 10 anni di età).

## Biografia
Muriel Frances Dana nasce a Clinton (Iowa) nel 1916. Acquisì presto fama come bambina modella, comparendo in molte pubblicità, compreso una per Max Factor. Dal 1921 al 1926 ha interpretato tredici film muti, con ruoli di primo piano. In due di essi interpreta la parte di un ragazzino, secondo quella che all'epoca era un'accettata convenzione teatrale e cinematografica.
Dana terminò la sua carriera cinematografica all'età di dieci anni.
Muore nel 1997 a Thousand Oaks in California, all'età di 80 anni.

## Riconoscimenti
- Young Hollywood Hall of Fame (1920's)

## Filmografia
- Contro corrente (Hail the Woman), regia di John Griffith Wray (1921)
- White Hands, regia di Lambert Hillyer (1922)
- Quando donna vuole (A Fool There Was), regia di Emmett J. Flynn  (1922)
- Skin Deep, regia di Lambert Hillyer (1922)
- The Forgotten Law, regia di James W. Horne (1922)
- Can a Woman Love Twice?, regia di James W. Horne (1923)
- The Sunshine Trail, regia di James W. Horne (1923)
- Daddies, regia di William A. Seiter (1924)
- Wandering Husbands, regia di William Beaudine (1924)
- The Fast Worker, regia di William A. Seiter (1924)
- The Sign of the Cactus, regia di Clifford Smith (1925)
- Compromise, regia di Alan Crosland (1925)
- Mike, regia di Marshall Neilan (1926)